# امیل والچف
امیل والچف (بلغاری: Емил Вълчев؛ زادهٔ ۲۳ فوریهٔ ۱۹۵۰) بازیکن والیبال اهل بلغارستان است.